# Royal Rumble
Royal Rumble és un esdeveniment anual de pagament per visió (PPV) produït per l'empresa de lluita lliure professional World Wrestling Entertainment (WWE) cada mes de gener. La primera edició es va celebrar el 24 de gener de 1988 a Hamilton, Canadà, encara que no va ser retransmès com a PPV. El 1989 ja es va retransmetre com a PPV. El primer guanyador va ser Jim Duggan. El combat principal del show és un combat estil Battle Royal. El Royal Rumble és considerat com un dels quatre millors PPV's produïts per l'empresa juntament amb WrestleMania, SummerSlam i Survivor Series.

## Royal Rumble Match
El guanyador del Royal Rumble és l'últim lluitador que quedi en el ring després que tots els altres lluitadors que hagin entrat al ring hagin estat eliminats. Un lluitador és eliminat quan abandona el ring per sobre de la corda superior i toca el terra amb ambdós peus. Sortir entre la segona i la tercera corda no és una eliminació vàlida.
Un lluitador també és eliminat quan és llançat per sobre la tercera corda per un oponent que no està competint en aquell moment, per un lluitador que ja hagi sigut eliminat o si ell mateix salta per sobre la tercera corda. És a dir, quan un lluitador surt del ring per sobre la tercera corda és eliminat. També es pot ser eliminat per entrar al ring abans del que toca o per un impediment que no els deixi entrar al ring.

### Recompensa per guanyar
Des de l'any 1991 es dona al guanyador del Royal Rumble la possibilitat de desafiar al Campió de la WWE.
Quan es va produir la divisió de marques a la WWE hi hagué la possibilitat de demanar una oportunitat titular pel Campionat de la WWE, el Campionat mundial de pes pesant o el Campionat de la ECW.
La lluita entre el campió actual i el guanyador del Royal Rumble acostuma a ser el "Main Event" en el PPV WrestleMania.

### Extensió de marques
Degut a la divisió de marques produïda l'any 2002, des de 2003 fins a 2006 els participants del Royal Rumble varen ser 15 lluitadors de Raw i 15 lluitadors de SmackDown. Això el va convertir en un dels shows amb competicions entre marques. L'any 2004 hi va haver un canvi en l'estipulació de la victoria en el Royal Rumble, i va ser que el guanyador s'enfrontaria al campió que ell escollís.
L'any 2007 va ser el primer any el qual van participar lluitadors de l'antiga ECW, llavors lluitaven 13 lluitadors de Raw, 10 de SmackDown i 7 de la ECW. L'any 2007 van participar 10 lluitadors de Raw, 10 de SmackDown i 7 de la ECW, a més de Jimmy Snuka, Roddy Piper i Mick Foley, que estaven retirats. Això va durar fins al 2010 quan la ECW va desaparèixer, el 23 de febrer d'aquell any.

### Rècords i estadístiques
- Stone Cold Steve Austin ha sigut el que ha guanyat el Royal Rumble més vegades amb un total de 3 victòries (1997, 1998 i 2001)
- Rey Mysterio és el lluitador que més temps ha romàs lluitant en un Royal Rumble, amb un temps d'1:02:12 en el Royal Rumble 2006. Santino Marella, ha estat el que menys temps ha romàs lluitant en el Royal Rumble, va ser en el Royal Rumble 2009 amb 1,9 segons.
- El lluitador que menys temps ha necessitat per guanyar un Royal Rumble és Edge, amb un temps de 7:18 en el Royal Rumble 2010, i el que més Rey Mysterio amb 1:02:12.
- Triple H és el lluitador que més temps ha acumulat participant en la Royal Rumble, amb 4 hores.
- El Royal Rumble més llarg va ser el de 2002, amb 1:09:23, i el més curt el de 1988, amb 33 minuts.
- Kane ha estat el lluitador que més eliminacions ha realitzat en la història, amb un total de 44. Seguidament, Shawn Michaels i Steve Austin amb 39 i 36.
- Kane és el que ha fet més aparicions consecutives en el Royal Rumble amb un total de 12 (1999-2010)
- Roman Reigns posseeix la major quantitat de lluitadors eliminats en un sol Royal Rumble, amb 12. Va ser en el Royal Rumble 2014. Seguidament Kane amb 11 el 2001.
- Kane és el lluitador que ha participat més vegades en el Royal Rumble amb un rècord de 19 aparicions.
- Beth Phoenix & Chyna són les úniques dones en la història que han participat en el Royal Rumble.
- Mick Foley és el lluitador que més vegades ha participat en un sol Royal Rumble participant amb els seus 3 personatges (Mankind, Cactus Jack & Dude Love) en 1998.

## Dates i llocs
|    | Esdeveniment        | Data                | Ciutat                        | Lloc                    | Guanyador/a       | Núm d'entrada | Ref                  |
| -- | ------------------- | ------------------- | ----------------------------- | ----------------------- | ----------------- | ------------- | -------------------- |
| 1  | Royal Rumble (1988) | 24 de gener de 1988 | Hamilton, Ontario             | Copps Coliseum          | Jim Duggan        | 13            | [ 1 ] [ 2 ]          |
| 2  | Royal Rumble (1989) | 15 de gener de 1989 | Houston, Texas                | The Summit              | Big John Studd    | 27            | [ 3 ] [ 4 ]          |
| 3  | Royal Rumble (1990) | 21 de gener de 1990 | Orlando, Florida              | Orlando Arena           | Hulk Hogan        | 25            | [ 5 ] [ 6 ]          |
| 4  | Royal Rumble (1991) | 19 de gener de 1991 | Miami, Florida                | Miami Arena             | Hulk Hogan        | 24            | [ 7 ] [ 8 ]          |
| 5  | Royal Rumble (1992) | 19 de gener de 1992 | Albany, New York              | Knickerbocker Arena     | Ric Flair         | 3             | [ 9 ] [ 10 ]         |
| 6  | Royal Rumble (1993) | 24 de gener de 1993 | Sacramento, California        | ARCO Arena              | Yokozuna          | 27            | [ 11 ] [ 12 ]        |
| 7  | Royal Rumble (1994) | 22 de gener de 1994 | Providence (Rhode Island)     | Providence Civic Center | Bret Hart         | 27            | [ 13 ] [ 14 ]        |
| 7  | Royal Rumble (1994) | 22 de gener de 1994 | Providence (Rhode Island)     | Providence Civic Center | Lex Luger         | 23            | [ 13 ] [ 14 ]        |
| 8  | Royal Rumble (1995) | 22 de gener de 1995 | Tampa, Florida                | USF Sun Dome            | Shawn Michaels    | 1             | [ 15 ] [ 16 ]        |
| 9  | Royal Rumble (1996) | 21 de gener de 1996 | Fresno (ciutat de Califòrnia) | Selland Arena           | Shawn Michaels    | 18            | [ 17 ] [ 18 ]        |
| 10 | Royal Rumble (1997) | 19 de gener de 1997 | San Antonio (Texas)           | Alamodome               | Steve Austin      | 5             | [ 19 ] [ 20 ]        |
| 11 | Royal Rumble (1998) | 18 de gener de 1998 | San José (Califòrnia)         | San Jose Arena          | Steve Austin      | 24            | [ 21 ] [ 22 ] [ 23 ] |
| 12 | Royal Rumble (1999) | 24 de gener de 1999 | Anaheim, Califòrnia           | Arrowhead Pond          | Vince McMahon     | 2             | [ 24 ] [ 25 ] [ 26 ] |
| 13 | Royal Rumble (2000) | 23 de gener de 2000 | New York City, New York       | Madison Square Garden   | The Rock          | 24            | [ 27 ] [ 28 ] [ 29 ] |
| 14 | Royal Rumble (2001) | 21 de gener de 2001 | New Orleans, Louisiana        | New Orleans Arena       | Steve Austin      | 27            | [ 30 ] [ 31 ] [ 32 ] |
| 15 | Royal Rumble (2002) | 20 de gener de 2002 | Atlanta, Georgia              | Philips Arena           | Triple H          | 22            | [ 33 ] [ 34 ] [ 35 ] |
| 16 | Royal Rumble (2003) | 19 de gener de 2003 | Boston, Massachusetts         | FleetCenter             | Brock Lesnar      | 29            | [ 36 ] [ 37 ]        |
| 17 | Royal Rumble (2004) | 25 de gener de 2004 | Filadèlfia, Pennsilvània      | Wachovia Center         | Chris Benoit      | 1             | [ 38 ] [ 39 ] [ 40 ] |
| 18 | Royal Rumble (2005) | 30 de gener de 2005 | Fresno, California            | Save Mart Center        | Batista           | 28            | [ 41 ] [ 42 ] [ 43 ] |
| 19 | Royal Rumble (2006) | 29 de gener de 2006 | Miami, Florida                | American Airlines Arena | Rey Mysterio      | 2             | [ 44 ] [ 45 ] [ 46 ] |
| 20 | Royal Rumble (2007) | 28 de gener de 2007 | San Antonio (Texas)           | AT&T Center             | The Undertaker    | 30            | [ 47 ] [ 48 ] [ 49 ] |
| 21 | Royal Rumble (2008) | 27 de gener de 2008 | New York City, New York       | Madison Square Garden   | John Cena         | 30            | [ 50 ] [ 51 ] [ 52 ] |
| 22 | Royal Rumble (2009) | 25 de gener de 2009 | Detroit, Michigan             | Joe Louis Arena         | Randy Orton       | 8             | [ 53 ] [ 54 ]        |
| 23 | Royal Rumble (2010) | 31 de gener de 2010 | Atlanta, Georgia              | Philips Arena           | Edge              | 29            | [ 55 ] [ 56 ]        |
| 24 | Royal Rumble (2011) | 30 de gener de 2011 | Boston, Massachusetts         | TD Garden               | Alberto del Rio   | 38            | [ 57 ]               |
| 25 | Royal Rumble (2012) | 29 de gener de 2012 | St. Louis, Missouri           | Scottrade Center        | Sheamus           | 22            | [ 58 ] [ 59 ] [ 60 ] |
| 26 | Royal Rumble (2013) | 27 de gener de 2013 | Phoenix, Arizona              | US Airways Center       | John Cena         | 19            | [ 61 ] [ 62 ] [ 63 ] |
| 27 | Royal Rumble (2014) | 26 de gener de 2014 | Pittsburgh, Pennsylvania      | Consol Energy Center    | Batista           | 28            | [ 64 ] [ 65 ]        |
| 28 | Royal Rumble(2015)  | 25 de gener de 2015 | Philadelphia, Pennsylvania    | Wells Fargo Center      | Roman Reigns      | 19            | [ 66 ]               |
| 29 | Royal Rumble (2016) | 24 de gener de 2016 | Orlando, Florida              | Amway Center            | Triple H          | 30            | [ 67 ] [ 68 ]        |
| 30 | Royal Rumble (2017) | 29 de gener de 2017 | San Antonio, Texas            | Alamodome               | Randy Orton       | 23            | [ 69 ]               |
| 31 | Royal Rumble (2018) | 28 de gener de 2018 | Philadelphia, Pennsylvania    | Wells Fargo Center      | Shinsuke Nakamura | 14            | [ 70 ] [ 71 ]        |
| 31 | Royal Rumble (2018) | 28 de gener de 2018 | Philadelphia, Pennsylvania    | Wells Fargo Center      | Asuka             | 25            | [ 72 ] [ 73 ]        |
| 32 | Royal Rumble (2019) | 27 de gener de 2019 | Phoenix, Arizona              | Chase Field             | Becky Lynch       | 28            | [ 74 ]               |
| 32 | Royal Rumble (2019) | 27 de gener de 2019 | Phoenix, Arizona              | Chase Field             | Seth Rollins      | 10            | [ 74 ]               |
| 33 | Royal Rumble (2020) | 26 de gener de 2020 | Houston, Texas                | Minute Maid Park        | Charlotte Flair   | 17            | [ 75 ]               |
| 33 | Royal Rumble (2020) | 26 de gener de 2020 | Houston, Texas                | Minute Maid Park        | Drew McIntyre     | 16            | [ 75 ]               |